# Monopeltis mauricei
Monopeltis mauricei — вид плазунів з родини амфісбенових (Amphisbaenidae). Мешкає в Південній Африці.

## Поширення і екологія
Monopeltis mauricei мешкають на крайньому півдні Анголи і Замбії, в Намібії і Ботсвані, на заході Зімбабве та на півночі Південно-Африканської Республіки. Вони живуть в сухих саванах та в напівпустелі Калахарі.